# Golden Raspberry Awards 1996
De Golden Raspberry Awards 1996 was het zeventiende evenement rondom de uitreiking van de Golden Raspberry Awards. De uitreiking werd gehouden op 23 maart 1997 in het Hollywood Roosevelt Hotel voor de slechtste prestaties binnen de filmindustrie van 1996.

## Genomineerden en winnaars
| "Winnaar"* |

| Categorie | Nominaties |
| --- | ---------- |
| Slechtste film |            |
| Striptease"" (Castle Rock/Columbia) |            |
| Barb Wire (Gramercy Pictures) |            |
| Ed (Universal) |            |
| The Island of Dr. Moreau (New Line) |            |
| The Stupids (New Line/Savoy) |            |
| Slechtste acteur |            |
| Pauly Shore in Bio-Dome |            |
| Tom Arnold in Big Bully, Carpool en The Stupids |            |
| Adam Sandler in Bulletproof en Happy Gilmore |            |
| Keanu Reeves in Chain Reaction |            |
| Sylvester Stallone in Daylight |            |
| Slechtste actrice |            |
| Demi Moore in The Juror en Striptease |            |
| Julia Roberts in Mary Reilly |            |
| Melanie Griffith in Two Much |            |
| Pamela Anderson in Barb Wire |            |
| Whoopi Goldberg in Bogus, Eddie en Theodore Rex |            |
| Slechtste mannelijke bijrol |            |
| Marlon Brando in The Island of Dr. Moreau |            |
| Burt Reynolds in Striptease |            |
| Quentin Tarantino in From Dusk Till Dawn |            |
| Steven Seagal in Executive Decision |            |
| Val Kilmer in The Ghost and the Darkness en The Island of Dr. Moreau |            |
| Slechtste vrouwelijke bijrol |            |
| Melanie Griffith in Mulholland Falls |            |
| Daryl Hannah in Two Much |            |
| Faye Dunaway in The Chamber en Dunston Checks In |            |
| Jami Gertz in Twister |            |
| Teri Hatcher in Heaven's Prisoners en 2 Days in the Valley |            |
| Slechtste schermkoppel |            |
| Demi Moore en Burt Reynolds in Striptease |            |
| Beavis and Butt-Head in Beavis and Butt-Head Do America |            |
| Marlon Brando en “Die verdraaide dwerg” in The Island of Dr. Moreau |            |
| Matt LeBlanc en Ed (de mechanische aap) in Ed |            |
| Pamela Andersons "Impressive Enhancements" in Barb Wire |            |
| Slechtste regisseur |            |
| Andrew Bergman voor Striptease |            |
| Brian Levant voor Jingle All the Way |            |
| John Frankenheimer voor The Island of Dr. Moreau |            |
| John Landis voor The Stupids |            |
| Stephen Frears voor Mary Reilly |            |
| Slechtste scenario |            |
| Striptease, scenario door Andrew Bergman, gebaseerd op het boek van Carl Hiaasen                                                                                             |            |
| Barb Wire, scenario door Chuck Pfarrer en Ilene Chaiken, verhaal door Chaiken, gebaseerd op personages uit de strip van Dark Horse Comics                                    |            |
| Ed, scenario door David Mickey Evans, verhaal door Ken Richards en Janus Cercone                                                                                             |            |
| The Stupids, geschreven door Brent Forrester, gebaseerd op personages bedacht door James Marshall en Harry Allard                                                            |            |
| The Island of Dr. Moreau, scenario door Richard Stanley en Ron Hutchinson, gebaseerd op de roman van H. G. Wells                                                             |            |
| Slechtste film die meer dan 100 miljoen dollar heeft opgebracht |            |
| Twister (Warner Bros.), geschreven door Michael Crichton & Anne-Marie Martin'                                                                                                |            |
| A Time to Kill (Warner Bros.), scenario door Akiva Goldsman, gebaseerd op de roman van John Grisham                                                                          |            |
| De Klokkenluider van de Notre Dame (Disney), scenario door Tab Murphy, Irene Mecchi, Bob Tzudiker & Noni White                                                               |            |
| Independence Day (20th Century Fox), geschreven door Dean Devlin en Roland Emmerich                                                                                          |            |
| Mission: Impossible (Paramount), gebaseerd op de televisieserie bedacht door Bruce Geller, verhaal door David Koepp en Steven Zaillian, scenario door Koepp and Robert Towne |            |
| Slechtste nieuwe ster |            |
| Pamela Anderson in Barb Wire |            |
| Beavis and Butt-Head in Beavis and Butt-Head Do America |            |
| Ellen DeGeneres in Mr. Wrong |            |
| 'Friends' castleden die veranderden in filmster-wanna-be's (Jennifer Aniston, Lisa Kudrow, Matt LeBlanc en David Schwimmer)                                                  |            |
| De nieuwe "serieuze" Sharon Stone in Diabolique en Last Dance |            |
| Slechtste originele lied |            |
| "Pussy, Pussy, Pussy (Whose Kitty Cat Are You?)" uit Striptease, geschreven door Marvin Montgomery                                                                           |            |
| "Welcome to Planet Boom! (alias This Boom's for You)" uit Barb Wire, geschreven door Tommy Lee                                                                               |            |
| "Whenever There is Love (Love Theme from Daylight) uit Daylight, geschreven door Bruce Roberts and Sam Roman                                                                 |            |

1980 ·
1981 ·
1982 ·
1983 ·
1984 ·
1985 ·
1986 ·
1987 ·
1988 ·
1989 ·
1990 ·
1991 ·
1992 ·
1993 ·
1994 ·
1995 ·
1996 ·
1997 ·
1998 ·
1999 ·
2000 ·
2001 ·
2002 ·
2003 ·
2004 ·
2005 ·
2006 ·
2007 ·
2008 ·
2009 ·
2010 ·
2011 ·
2012 ·
2013 ·
2014 ·
2015 ·
2016 ·
2017 ·
2018 ·
2019 ·
2020 ·
2021 ·
2022 ·
2023 ·
2024